# Park Geun-hye
Park Geun-Hye (hangul: 박근혜, hanja: 朴槿惠, koreanskt uttal: [pak ɡɯn hɛː]), född 2 februari 1952 i Daegu, är en sydkoreansk politiker. Hon var Sydkoreas president från februari 2013 till mars 2017, då hon blev avsatt. Hon är dotter till Park Chung-hee som var diktator i Sydkorea från 1961 till 1979.

## Biografi
Park Geun-Hye tog en examen från avdelningen för elektroteknik vid Sogang-universitetet 1974. Efter mordet på hennes far 1979 undvek hon politiken och all publicitet. 1995 blev hon dock rådgivare åt "Det stora nationella partiet" och 1998 inträdde hon i nationalförsamlingen för detta parti. 2000 ställde hon upp som vicepresidentkandidat för partiet, men lämnade partiet 2002. Samma år besökte hon Nordkorea, där hon träffade den nordkoreanske ledaren Kim Jong-il.
Park Geun-Hye var ordförande för det konservativa partiet Saenuri från 2004 till 2006, och från 2011 till 2012 (partiet bytte namn till Saenuri-dang i februari 2012). Park vann presidentvalet i Sydkorea den 19 december 2012, och blev när hon tillträdde den första kvinnliga presidenten i Sydkorea. Den 9 december 2016 ställdes Park inför riksrätt anklagad för korruption och avsattes den 10 mars 2017.
Den 6 april 2018 dömde sydkoreanska domstolar Park till 24 års fängelse, som senare ökades till 25 år.